# Indywidualne Mistrzostwa Polski w Zapasach 1977

## Mistrzostwa Polski w Zapasach1977

### Mężczyźni
- styl wolny

30. Mistrzostwa Polski – 15–17 kwietnia 1977, Poznań
- styl klasyczny

47. Mistrzostwa Polski – x – x 1977, Racibórz

## Medaliści

### Mężczyźni

#### Styl wolny
| Kategoria:   | Złoto:                            | Srebro:                            | Brąz:                                 |
| 48 kg        | Jan Falandys Stal Rzeszów         | Władysław Olejnik Grunwald Poznań  | Andrzej Chodkowski Budowlani Koszalin |
| 52 kg        | Andrzej Kudelski Gwardia Warszawa | Tadeusz Kudelski Gwardia Warszawa  | Józef Kotowicz Górnik Zabrze          |
| 57 kg        | Władysław Stecyk Grunwald Poznań  | Wiesław Kończak Lotnik Wrocław     | Ryszard Sieradzki Stal Rzeszów        |
| 62 kg        | Marian Filipowicz Boruta Zgierz   | Tadeusz Łuczywo Gwardia Warszawa   | Bogdan Szulc Grunwald Poznań          |
| 68 kg        | Stanisław Chiliński Plon Milicz   | Dariusz Ćwikowski GKS Tychy        | Władysław Kozłowski Boruta Zgierz     |
| 74 kg        | Ryszard Ścigalski Górnik Zabrze   | Jan Łachoda Gwardia Warszawa       | Piotr Lazar Slavia Ruda Śląska        |
| 82 kg        | Michał Busse Budowlani Łódź       | Leszek Patro Stal Rzeszów          | Henryk Mazur Gwardia Warszawa         |
| 90 kg        | Paweł Kurczewski Budowlani Łódź   | Ryszard Lasota Stal Rzeszów        | Andrzej Konopacki Skra Warszawa       |
| 100 kg       | Tomasz Busse ŁKS Łódź             | Stefan Kiełbowski Gwardia Warszawa | Edward Żmudziejewski Stal Rzeszów     |
| ponad 100 kg | Bogdan Naumowicz Lotnik Wrocław   | Adam Sandurski Stal Rzeszów        | Piotr Kosmowski GKS Tychy             |

#### Styl klasyczny
| Kategoria:   | Złoto:                                     | Srebro:                                   | Brąz:                                 |
| 48 kg        | Aleksander Zajączkowski Unia Racibórz      | Wiesław Kuciński Legia Warszawa           | Ryszard Górecki Wisłoka Stomil Dębica |
| 52 kg        | Witold Małdachowski GKS Katowice           | Kazimierz Kucharski Wisłoka Stomil Dębica | Jerzy Jaroszek Unia Racibórz          |
| 57 kg        | Piotr Michalik Siła Mysłowice              | Mirosław Sidorkiewicz Gwardia Warszawa    | Bolesław Jurewicz AZS-AWF Warszawa    |
| 62 kg        | Ryszard Świerad Legia Warszawa             | Czesław Kowalik GKS Katowice              | Władysław Pakuszewski Pafawag Wrocław |
| 68 kg        | Kazimierz Lipień Wisłoka Stomil Dębica     | Ryszard Lipski Legia Warszawa             | Ksawery Biedermann Legia Warszawa     |
| 74 kg        | Andrzej Supron GKS Katowice                | Andrzej Franas Pafawag Wrocław            | Wiesław Dziadura Legia Warszawa       |
| 82 kg        | Jan Dołgowicz GKS Katowice                 | Antoni Masternak GKS Katowice             | Stanisław Krzesiński GKS Katowice     |
| 90 kg        | Roman Wrocławski Legia Warszawa            | Adam Ostrowski Legia Warszawa             | Jan Strzałkowski Siła Mysłowice       |
| 100 kg       | Andrzej Skrzydlewski Wisłoka Stomil Dębica | Czesław Kwieciński Siła Mysłowice         | Jan Kurzaj Pafawag Wrocław            |
| ponad 100 kg | Henryk Tomanek GKS Katowice                | Zdzisław Andrecki Siła Mysłowice          | Marian Łukasik Siła Mysłowice         |